# Кисловская богадельня
Кисловская богадельня — ансамбль исторических зданий XIX века в Коломне, в историческом районе Запруды (современный адрес: Улица Октябрьской Революции, 168, на углу с Большой Запрудной улицей). Объект культурного наследия регионального значения.

## История
Богадельня, основанная по завещанию известного благотворителя купца Киприана Максимовича Кислова, выстроена в 1840-х гг.. Богадельня содержалась на проценты от доходов общественного банка, основанного семьёй Кисловых-Шераповых в 1847 году. В богадельне содержалось единовременно 10 «увечных и престарелых не имеющих средств к снисканию пропитания собственными трудами, преимущественно из коломенских граждан».

## Архитектура
Ансамбль оформлен в стиле ампир. Главный дом и три флигеля формируют двор, который замыкается со стороны улицы низкой оградой с воротами. Строения богадельни построены из кирпича, оштукатурены. Ограда сохраняет в себе стену ныне разобранного строения.
Главный дом богадельни — трёхэтажное здание, размещённое в глубине участка. Нижний этаж с белокаменным поясом может быть рассмотрен как высокий цоколь. Основной, парадный этаж соединён с жилым антресольным этажом благодаря пилястровым портикам на главном и садовом фасадах, над которым — карниз и ступенчатый аттик, снабжённый полукруглым чердачным окном. На главном фасаде — чугунный ампирный балкон с решёткой на фигурных кронштейнах. Планировка коридорная: комнаты расположены с двух сторон от продольного коридора.
Флигели оформлены просто, вместе с тем индивидуально. Левый, по сведениям преданий, являлся прачечной, а правый, выходящий на перекрёсток улиц — кухней. Правый флигель имеет арочные ниши, которые воспроизводились и на утраченном строении, от которого осталась только стена. Ворота с калитками схожи с образцами рубежа XVIII—XIX веков, их пилоны декорированы широкой пилястрой и шаром, ажурные решётки восходят к «образцовым» проектам.